# Elizabeth Singer Rowe
Pour les articles homonymes, voir Singer et Rowe.
Elisabeth Singer, dame Rowe, née le 11 septembre 1674 à Ilchester (Somerset) et morte à Frome (Somerset) le 20 février 1737, est une poétesse anglaise.
Fille d’un pasteur, Elizabeth Singer montra un talent poétique précoce, auquel se joignaient les agréments de la beauté et une grande distinction d’esprit. Elle commença à écrire à l’âge de douze ans et, à dix-neuf ans, elle entama une correspondance avec le libraire et fondateur de l’ « Athenian Society » John Dunton. Entre 1693 et 1696, elle fut la principale contributrice poétique de l’Athenian Mercury, et plusieurs de ses poésies furent réimprimées dans Poems à plusieurs reprises, également par Dunton.
Son premier recueil contient des pastorales, des hymnes, une imitation d’Anne Killigrew et « une défense véhémente du droit des femmes à la poésie » où elle défend les femmes, « over’rul’d by the Tyranny of the Prouder Sex » (dominées par la tyrannie du sexe fier).
En 1710, elle épousa l’homme de lettres Thomas Rowe, qui mourut d’une affection de poitrine cinq ans plus tard, laissant une intéressante continuation des Vies de Plutarque. À divers moments, Alexander Pope, Richardson et Johnson louèrent son travail. En dépit de sa réputation de recluse, Rowe a maintenu une correspondance active jusqu’à sa mort d’une apoplexie. Ses œuvres sont restées populaires jusqu’au XIXe siècle, rééditées à de nombreuses reprises et fréquemment traduites.
Ses principaux écrits sont : Friendship in death (l’Amitié dans la mort ; Londres, 1728, in-8°) ; Letters morals and entertaining (Lettres morales et amusantes ; Ibid., 1729-33, 3 part. in-8°) : ces deux ouvrages traduits en français (Amsterdam, 1740, 2 vol. in-12) ; the History of Joseph, poème (l’Histoire de Joseph ; Ibid., 1736) ; Miscellaneous Works (Mélanges édités par Isaac Walts ; Ibid., 1739, 2 vol. in-8°).
Les Vies des hommes illustres omises par Plutarque ont été traduites en français par F. Bellenger (1731, in-4° et 2 vol. in-12) et réunies aux Vies de Plutarque par Dacier.

## Œuvres
- Poems on Several Occasions: Written by Philomela (John Dunton, 1696)
- Divine hymns and poems on several occasions … by Philomela, and several other ingenious persons (1704 ; 2e édition, A Collection of Divine Hymns and Poems [1709])
- On the death of Mr Thomas Rowe, Lintot’s Poems on Several Occasions (1717) ; ajoutée à la seconde édition d’Eloisa to Abelard d’Alexander Pope (1720)
- Friendship in Death: in Twenty Letters from the Dead to the Living (1728)
- Letters Moral and Entertaining (1729-32)
- The History of Joseph (1736, 8 vols.)
- Philomela : Poems by Mrs. Elizabeth Singer [now Rowe] of Frome (1737 [i.e. 1736]), pub. par Edmund Curll sans son consentement
- Devout Exercises of the Heart in Meditation and Soliloquy, Prayer and Praise (1737)
- The Miscellaneous Works in Prose and Verse of Mrs Elizabeth Rowe (2 vols., 1739)

## Source
- Gustave Vapereau, Dictionnaire universel des littératures, Paris, Hachette, 1876, p. 1782